# Liste der Nummer-eins-Hits in Australien
Diese Auswertung der Listen der Nummer-eins-Hits in Australien basiert auf den australischen Musikcharts und weiteren Veröffentlichungen der Australian Recording Industry Association (ARIA).

## „Dauerbrenner“

### 24 Wochen
- Tones and I – Dance Monkey (5. August – 29. Dezember 2019, 6. Januar – 19. Januar 2020)

### 22 Wochen
- Kate Smith – The Woodpecker Song (1. November 1940 – 31. März 1941)
- Joe Loss – In the Mood (1. Januar – 31. Mai 1942)

### 21 Wochen
- Bing Crosby – White Christmas (1. Juni – 30. Oktober 1943)

### 18 Wochen
- The Andrew Sisters – Near You (1. Mai – 31. August 1948)

### 17 Wochen
- Harry James – I Don’t Want to Walk Without You (1. Februar – 31. Mai 1943)
- Al Jolson & Morris Stoloff – The Anniversary Song (1. Dezember 1947 – 31. März 1948)
- The Kid Laroi &  Justin Bieber – Stay (19. Juli – 24. Oktober 2021, 31. Januar – 20. Februar 2022)

### 15 Wochen
- Ed Sheeran – Shape of You (16. Januar – 16. April 2017)

### 14 Wochen
- ABBA – Fernando (5. April – 11. Juli 1976)
- Whitney Houston – I Will Always Love You (21. November 1992 – 26. Februar 1993)

### 13 Wochen
- Joe Loss – South of The Border (Down Mexico Way) (1. Januar – 31. März 1940)
- Joe Loss – Blue Orchids (1. Mai – 31. Juli 1940)
- Joe Loss – Till the Lights of London Shine Again (1. August – 31. Oktober 1940)
- Vera Lynn & Jean Cerchi – (There’ll Be Bluebirds Over) The White Cliffs of Dover (1. Juli – 30. September 1942)
- Vera Lynn – You’ll Never Know (1. Februar – 30. April 1944)
- Bing Crosby & The Andrew Sisters – Don’t Fence Me In (1. September – 30. November 1945)
- Dinah Shore – Buttons and Bows (8. Januar – 8. April 1949)
- The Beatles – Hey Jude / Revolution (5. Oktober 1968 – 3. Januar 1969)
- Coolio feat. L. V. – Gangsta’s Paradise (21. Oktober 1995 – 19. Januar 1996)
- Luis Fonsi feat. Daddy Yankee – Despacito (22. Mai – 20. August 2017)
- Rosé &  Bruno Mars – Apt. (28. Oktober – 17. November, 2. Dezember – 29. Dezember 2024, 6. Januar – 2. Februar, 3. März – 16. März 2025)

### 12 Wochen
- Eminem – Lose Yourself (15. Dezember 2002 – 8. März 2003)
- Pharrell Williams – Happy (6. Januar – 9. Februar, 17. Februar – 30. März, 7. April – 13. April 2014)

### 11 Wochen
- Wings – Mull of Kintyre (12. Dezember 1977 – 26. Februar 1978)
- Bryan Adams – (Everything I Do) I Do It for You (27. Juli – 11. Oktober 1991)
- Spice Girls – Wannabe (2. November 1996 – 18. Januar 1997)
- Drake – God’s Plan (5. Februar – 22. April 2018)
- The Weeknd – Blinding Lights (27. Januar – 5. April, 20. April – 26. April 2020)
- Glass Animals – Heat Waves (1. März – 11. April 2021, 7. März – 10. April 2022)

### 10 Wochen
- The Platters – Smoke Gets in Your Eyes (14. Februar – 24. April 1959)
- Daddy Cool – Eagle Rock (28. Juni – 5. September 1971)
- ABBA – Mamma Mia (3. November 1975 – 11. Januar 1976)
- Sandi Thom – I Wish I Was a Punk Rocker (With Flowers in My Hair) (10. September – 18. November 2006)
- LMFAO feat.  Lauren Bennett &  GoonRock – Party Rock Anthem (18. April – 26. Juni 2011)
- 24kGoldn feat.   Iann Dior – Mood (5. Oktober – 1. November, 16. November – 20. Dezember 2020, 4. Januar – 10. Januar 2021)
- Elton John & Dua Lipa – Cold Heart ( Pnau Remix) (8. November – 21. November, 13. Dezember 2021 – 2. Januar 2022, 21. Februar – 6. März 2022)

Siehe auch: Nummer-eins-Hits in Argentinien,  Belgien, Brasilien, Bulgarien, Dänemark, Deutschland, Finnland, Frankreich, Griechenland, Indien, Irland, Italien, Japan, Kanada, Kolumbien, Kroatien, Malaysia, Mexiko, Neuseeland, den Niederlanden, Norwegen, Österreich, Polen, Portugal, Rumänien, Schweden, der Schweiz, Singapur, Slowakei, Spanien, Südafrika, Südkorea, Tschechien, Ungarn, den Vereinigten Staaten und im Vereinigten Königreich.